# Salmson Randonnée
La Salmson Randonnée est une automobile haut-de-gamme produite par la Société des Moteurs Salmson de l'automne 1950 jusqu'à 1954.
Si le moteur en alliage léger est à double arbre à cames en tête, la structure bois métal de la carrosserie repose toujours sur un châssis séparé.
Selon les approvisionnements, les grilles d'aération de la face avant peuvent différer d'un véhicule à l'autre.
En 1952, le carrossier Esclassan présente un cabriolet hors série sur base de Randonnée inspiré par le dream car « Le Sabre » de la G.M. Deux voitures ont été construites et depuis détruites.

## Cinéma
La Salmson Randonnée apparaît dans :
- Une femme française (1995), de Régis Wargnier